# 이자의
이자의(李資義, ?~1095년)는 고려의 문신이자 외척이다. 원신궁주의 친정 오빠, 이자연의 손자, 이자겸, 이자량, 사숙왕후의 사촌이다.

## 생애
중서령(中書令)과 문하시중을 지낸 이자연(李子淵)의 손자이며, 문하시중을 지낸 이정(李頲)의 아들이다. 또한 사숙왕후의 친정아버지 이석은 그의 숙부였다.
1090년(선종 7) 호부상서(戶部尙書)로서 송나라에 파견되는 사은사(謝恩使)에 임명되어 연경에 파견되어 이듬해 귀국했다. 1094년(헌종 즉위년) 지중추원사(知中樞院事)가 되었고, 1095년에는 중추원사(中樞院事)가 되었다. 이후 사촌 이자겸의 지원으로 세를 모았다.
처음에 선종이 그의 숙부인 상서 이석(李碩)의 딸로 후(后)를 삼아 헌종을 낳고 다시 그의 누이인 원신궁주(元信宮主)가 한산후 왕윤(漢山侯 王尹)을 낳았다. 헌종이 건강이 좋지 않아 모후인 사숙왕후가 섭정으로 국사를 대리하였고, 왕후 소씨에게 아들이 없자 이자의는 이를 기회로 용사를 모집하여 왕윤을 즉위시키려고 모의하였다.
그러나 사람을 시켜 그의 한산후 추대운동을 감지한 계림공(鷄林公, 뒷날의 숙종)이 먼저 선수를 쳐서 평장사(平章事) 소태보(邵台輔)에게 알리고, 상장군 왕국모(王國髦)를 시켜 시위하게 하였다. 그는 시위를 진압하려 하던 도중 왕국모의 부하인 장사(壯士) 고의화(高義和)에 의하여 암살되었다.